# Івиця Хорват
Івиця Хорват (сербохорв. Ivan Horvat, 16 липня 1926, Сисак — 27 серпня 2012, Крк) — югославський футболіст, що грав на позиції захисника. Виступав за національну збірну Югославії. По завершенні ігрової кар'єри — тренер.
Чемпіон Німеччини. Володар Кубка Німеччини (як тренер).

## Клубна кар'єра
У дорослому футболі дебютував 1946 року виступами за команду клубу «Динамо» (Загреб), в якій провів одинадцять сезонів, взявши участь у 208 матчах чемпіонату.
1957 року перейшов до клубу «Айнтрахт», за який відіграв 4 сезони. Завершив професійну кар'єру футболіста виступами за команду «Айнтрахт» (Франкфурт-на-Майні) 1961 року.

## Виступи за збірну
1946 року дебютував в офіційних матчах у складі національної збірної Югославії. Протягом кар'єри у національній команді, яка тривала 11 років, провів у формі головної команди країни 60 матчів.
У складі збірної був учасником чемпіонату світу 1950 року в Бразилії, футбольного турніру на Олімпійських іграх 1952 року в Гельсінкі, де разом з командою здобув «срібло», чемпіонату світу 1954 року у Швейцарії.

## Кар'єра тренера
Розпочав тренерську кар'єру відразу ж по завершенні кар'єри гравця, 1961 року, увійшовши до тренерського штабу клубу «Айнтрахт».
1964 року став головним тренером команди «Айнтрахт», тренував франкфуртський клуб один рік.
Згодом протягом 1967—1968 років очолював тренерський штаб клубу «Динамо» (Загреб).
1970 року прийняв пропозицію попрацювати у клубі ПАОК. Залишив клуб із Салонік того ж року.
Протягом чотирьох років, починаючи з 1971, був головним тренером команди «Шальке 04».
Протягом тренерської кар'єри також очолював команду клубу «Рот Вайс» (Ессен).
Останнім місцем тренерської роботи був клуб «Шальке 04», головним тренером команди якого Івиця Хорват був з 1978 по 1979 рік.
Помер 27 серпня 2012 року на 87-му році життя на острові Крк.

## Досягнення

### Як гравця
- Чемпіон Німеччини:

«Айнтрахт»: 1958—1959
- Срібний олімпійський призер: 1952

### Як тренера
- Володар Кубка ярмарків:

«Динамо» (Загреб): 1966–1967
- Володар Кубка Німеччини:

«Шальке 04»: 1971–1972